# Bernard de Fézensaguet
Bernard d'Armagnac, né vers 1155 et mort entre 1188 et 1193[réf. souhaitée], fut seigneur de Fimarcon, puis vicomte de Fézensaguet de 1184 à 1202. Il était fils aîné d'Odon de Lomagne, seigneur de Firmacon, et de Mascarose d'Armagnac. Cependant sa filiation n'est pas totalement assurée et certains le disent fils de Bernard IV, comte d'Armagnac.

## Biographie
Bernard de Fézensaguet épousa vers 1172 Géraldesse, peut-être fille de Roger-Bernard Ier, comte de Foix et de Cécile Trencavel, et eut :
- Bernard II († 1200), vicomte de Fézensaguet ;
- Géraud (1175 † 1219), vicomte de Fézensaguet, puis comte d'Armagnac et de Fézensac ;
- Arnaud-Bernard d'Armagnac († 1226) ;
- Odon d'Armagnac († 1229) ;
- Roger Ier (1190 † 1245), vicomte de Fézensaguet.

En 1184, son oncle Bernard IV, comte d'Armagnac et de Fezensac l'adopte, le déclara héritier de ses comtés au cas où il n'aurait pas d'enfant et lui donna la vicomté de Fézensaguet.
Bernard IV eut peu après un fils, Géraud IV, qui succéda à son père, mais le fils aîné de Bernard de Fézensaguet, Géraud V, hérita des comtés d'Armagnac et de Fézensac à la mort sans enfants de Géraud IV.